# Psalm 18

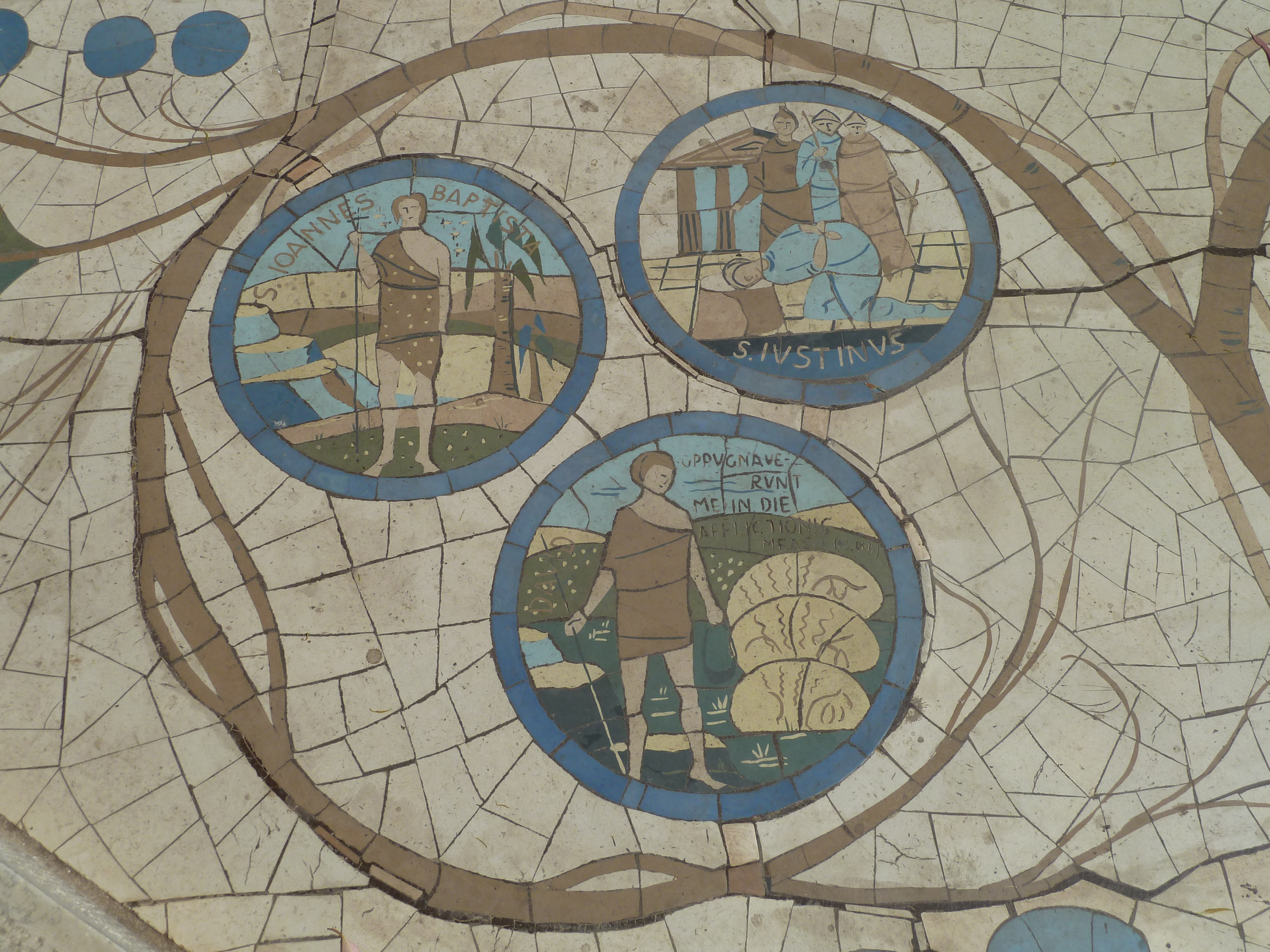
Worte aus Psalm 18 Vers 19 in einem Mosaikensemble (hier unten), das die siebte Seligpreisung Jesu versinnbildlicht

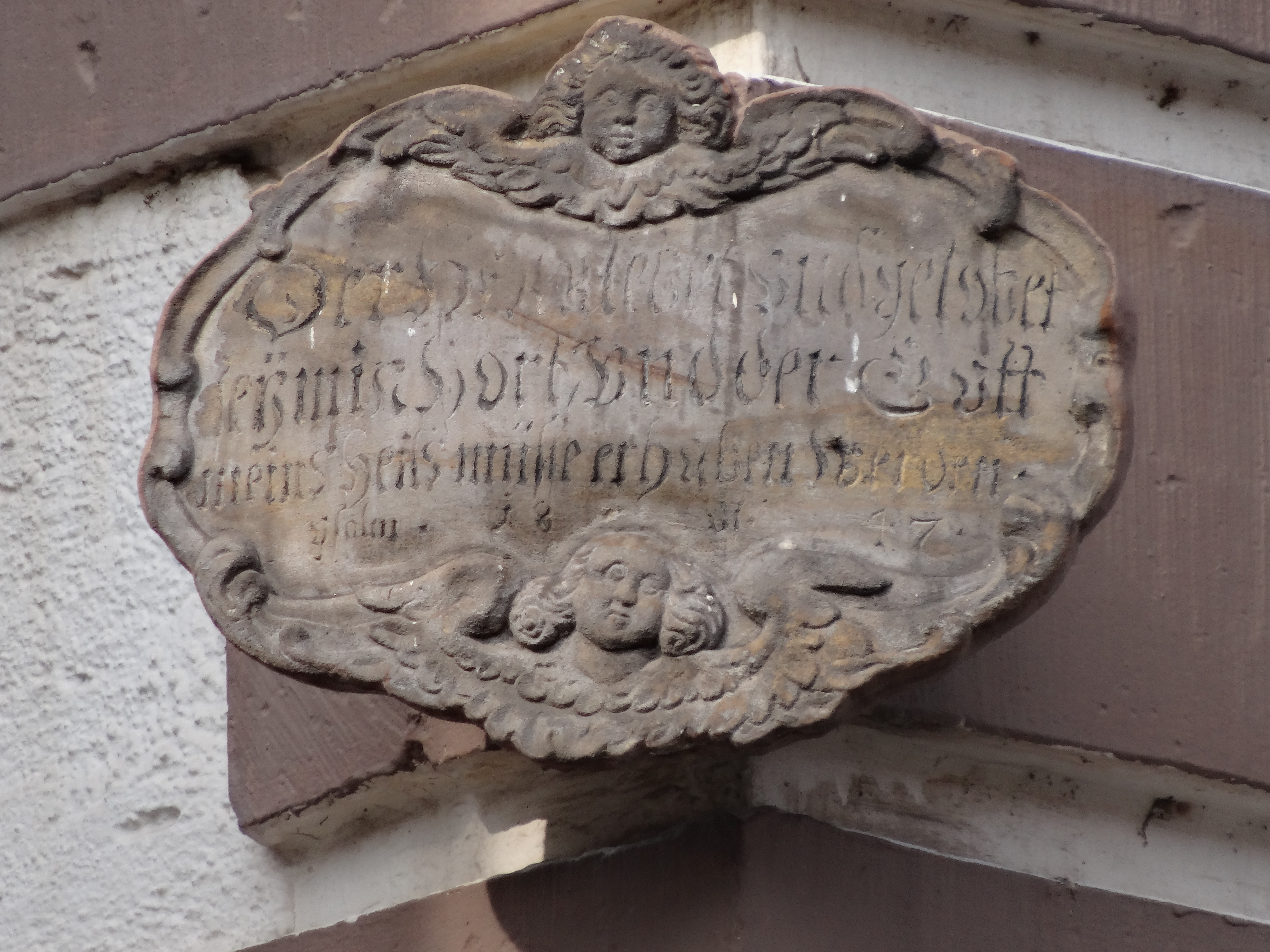
Worte aus Psalm 18 Vers 47 auf einer Straßenecktafel in Gotha: Der Herr lebet und gelobt
sey mein Hort, und der Gott
meines Heils müsse erhoben werden

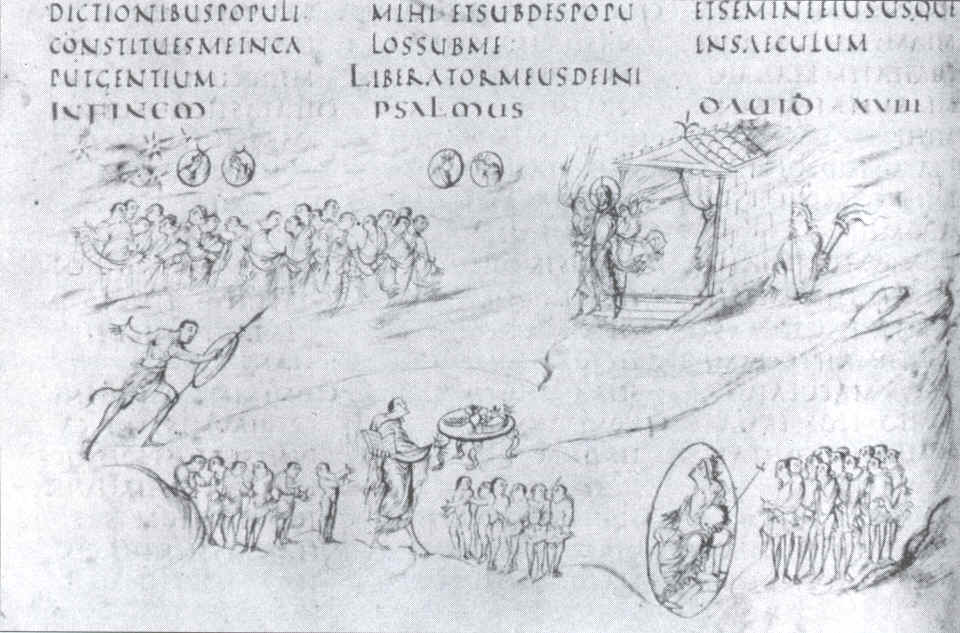
Psalm 18 Vers 50 im Utrechter Psalter

Der 18. Psalm (nach griechischer Zählung der 17.) ist ein Psalm Davids aus dem biblischen Buch der Psalmen. Er gehört in die Reihe der „Danklieder eines Einzelnen“.

## Struktur
Hermann Gunkel strukturiert den Psalm auf folgender Weise:
1. Vers 2f.: hymnische Einführung
2. Vers 4–20: Hauptstück des ersten Teils: Erzählung des Geschehens
  1. Vers 4: Kurze Zusammenfassung
  2. Vers 5f.: Bericht von der Not des Dichters
  3. Vers 7ab: Anrufung JHWHs
  4. Vers 7c–20: Bericht der Errettung
    1. Vers 8–16: Eingreifen JHWHs
    2. Vers 17–20: JHWHs Rettungstat
3. Vers 21–31: Betrachtungen über das göttliche Einschreiten
  1. Vers 21–25: Der Grund der Hilfe: die eigene Gerechtigkeit des Sängers
  2. Vers 26–28: Die Lehre, die der Redende aus seinem Geschick gezogen hat
  3. Vers 29f.: persönliche Erfahrung des Dichters, sein Vertrauen
  4. Vers 31: allgemeines Bekenntnis
4. Vers 32–51: zweiter Teil
  1. Vers 33–37: Die Vorbereitungen: JHWH hat den Siegreichen selber zum Heerzug ausgerüstet
  2. Vers 38–43: Schilderung der siegreichen Schlacht und der Flucht der Feinde
  3. Vers 44–46: Emporsteigen des siegreichen Helds zum „Haupt der Nationen“
  4. Vers 47–49: Erstes Schlussstück
  5. Vers 50f.: Zweites Schlussstück